# Novafroneta nova
Novafroneta nova är en spindelart som beskrevs av A. David Blest och Vink 2003. Novafroneta nova ingår i släktet Novafroneta och familjen täckvävarspindlar. Inga underarter finns listade i Catalogue of Life.